# بيلي لين
بيلي لين (بالإنجليزية: Billy Lane)‏ (23 أكتوبر 1904 بتوتنهام في المملكة المتحدة - 10 نوفمبر 1985 في المملكة المتحدة) هو لاعب كرة قدم بريطاني (وحمل سابقاً جنسية المملكة المتحدة لبريطانيا العظمى وأيرلندا) في مركز الهجوم. لعب مع توتنهام هوتسبير وليستر سيتي ونادي بارنت ونادي بريستول سيتي ونادي برينتفورد ونادي ريدنغ ونادي ليتون أورينت ونادي واتفورد وGnome Athletic F.C. ‏ وGravesend United F.C. ‏ وNorthfleet United F.C. ‏.